# Ioan Cupșa
Ioan Cupșa (n. 25 septembrie 1965, Târnăveni, Mureș, România) este un deputat român, ales în 2012.